# Rumo Logística
Rumo Logística S.A. (Rumo Logística Operadora Multimodal S.A.) ist ein brasilianisches Eisenbahnunternehmen mit Sitz in Curitiba. Über ihre Tochtergesellschaften ist das Unternehmen im Schienenverkehr im Süden und im Mittleren Westen Brasiliens tätig mit einem Schienennetz, das aus fünf Konzessionen mit etwa 13.500 km Eisenbahnschienen besteht. Rumo SA verwaltet auch Umschlagterminals in den Bundesstaaten Mato Grosso, São Paulo, Parana und Rio Grande do Sul sowie im Terminal in Porto de Santos. Darüber hinaus ist sie über Brado Logistica e Participacoes SA im Containerbetrieb tätig. Das Unternehmen bietet unter anderem den Transport von Agrarrohstoffen, Treibstoffen und Endprodukten, intermodalen Güterverkehr, integrierte Lagerdienstleistungen, Hafenbetrieb und Warenumschlag an.
Hauptanteilshalter ist Cosan (30,34 %).
Es ist zurzeit das größte Logistikunternehmen mit einer Eisenbahnstruktur in Brasilien und nach eigenen Angaben für den Transport von 26 % der von Brasilien exportierten Getreidemenge verantwortlich.
Rumo Logística verfügt über vier Eisenbahnkonzessionen mit insgesamt 12.000 km Streckenlänge über eine Laufzeit von 30 Jahren. Das Unternehmen besitzt 966 Lokomotiven und 27.748 Güterwagen.

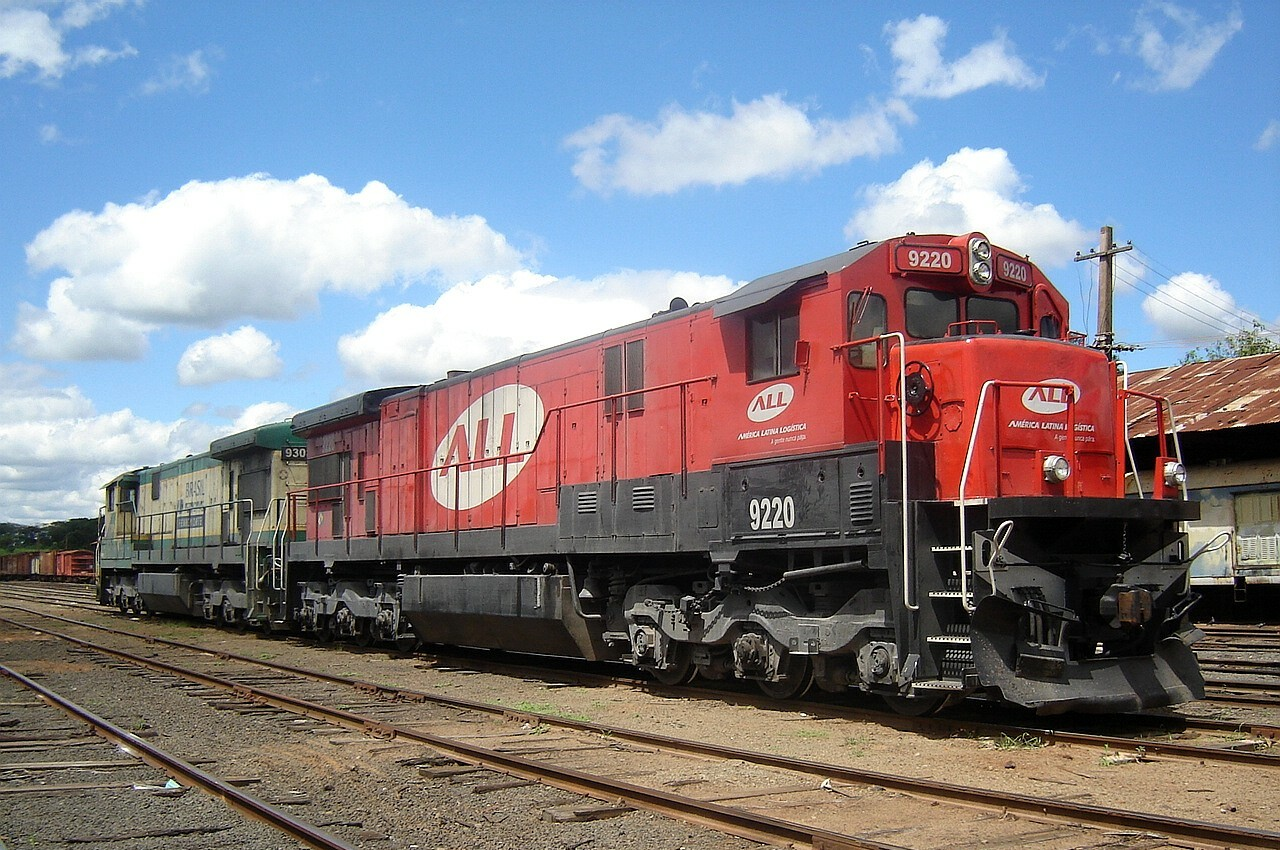
Diesel-elektrische Lokomotive GE C30-7.

## Geschichte
Rumo Logística wurde 2008 von Cosan  als Logistikzweig der Gruppe gegründet. Die Firma übernahm 2015 mithilfe des Private-Equity-Fonds 3G Capital die Eisenbahngesellschaft América Latina Logística (ALL).
Im März 2019 gewann das Unternehmen eine Ausschreibung für die Konzession der Norte-Sul-Eisenbahn, die die Nutzung von 1.500 Kilometern zwischen Estrela D'Oeste im Bundesstaat São Paulo und Porto Nacional im Bundesstaat Tocantins  ermöglicht. Die Konzession gilt für 30 Jahre.